# José Martínez Olmos
Pour les articles homonymes, voir Olmos.
José Martínez Olmos, né le 3 décembre 1958, est un homme politique espagnol membre du Parti socialiste ouvrier espagnol (PSOE).

## Biographie

### Vie privée
Il est marié et père d'une fille et deux fils.

### Profession
José Martínez Olmos est médecin spécialiste de la médecine préventive et de la santé publique. Il est professeur de l'école andalouse de santé publique.

### Activités politiques
Le 20 décembre 2015, il est élu sénateur pour Grenade au Sénat et réélu en 2016.